# Narcobarbital
Narcobarbital ist ein Barbiturat. Chemisch betrachtet ist es ein Barbitursäure-Derivat. In Deutschland sind keine Arzneimittel verfügbar, in denen Narcobarbital als wirksamer Bestandteil enthalten ist.

## Stereochemie
In der 5-Stellung des heterocyclischen Rings weist Narcobarbital ein stereogenes Zentrum auf. Narcobarbital ist also chiral, es gibt eine (R)-Form und eine (S)-Form, die im Verhältnis 1:1 vorliegen, also ein Racemat darstellen.

## Rechtsstatus
Narcobarbital ist in der Bundesrepublik Deutschland aufgrund seiner Aufführung in der Anlage 3 BtMG ein verkehrsfähiges und verschreibungsfähiges Betäubungsmittel. Der Umgang ohne Erlaubnis oder Verschreibung ist grundsätzlich strafbar. Weitere Informationen sind im Hauptartikel Betäubungsmittelrecht in Deutschland zu finden.
International fällt Narcobarbital unter die Konvention über psychotrope Substanzen. Die Anwendung bei Tieren, die der Lebensmittelgewinnung dienen, ist verboten. Ansonsten ist es in der Tiermedizin für Hunde, Katzen, Ziervögel und Meerschweinchen zugelassen.